# Jean-Claude Dumoutier
Ne doit pas être confondu avec Jean-Claude Dumoutier (scénariste).
Jean-Claude Dumoutier (né le 26 décembre 1925 à Paris 17e et mort le 6 novembre 2015 à Sceaux) est un acteur français.

## Filmographie
- 1954 : La Tour de Nesle de Abel Gance
- 1954 : Les héros sont fatigués de Yves Ciampi
- 1955 : Port du désir de Edmond T. Gréville
- 1955 : Série noire de Pierre Foucaud
- 1955 : Mémoires d'un flic de Pierre Foucaud et André Hunebelle